# Roberto Lara
Roberto Lara (Tres Arroyos, provincia de Buenos Aires; 23 de mayo de 1927-Buenos Aires, 3 de noviembre de 1988) fue un músico argentino, especializado en música de cámara.  

## Biografía
A los 7 años comenzó a estudiar música y a tocar la guitarra.
Se destacó por su fina sensibilidad y por su profundo sentido de responsabilidad artística. 
La crítica especializada, reconoció siempre su bella sonoridad, su sentido de la interpretación y su gran técnica instrumental.
En Argentina se ha presentado como solista en las instituciones de mayor prestigio, entre ellas los teatros Colón, Cervantes, San Martín, Odeón y otros. También ha recorrido todo el país visitando los principales Centros Culturales, siendo requerido permanentemente por sus reconocidos méritos. Asimismo realizó gran cantidad de conciertos con cantantes, flautistas, violinistas, cuartetos de cuerdas, coros y orquestas. En el exterior, dio recitales en Brasil, México, Francia, Alemania, Suiza, Polonia y Hungría.
Lara combinó siempre las expresiones universales con las expresiones populares argentinas. Hizo música popular a nivel de concierto, en este aspecto, transcribió e interpretó obras de compositores argentinos, tales como Carlos Guastavino, Alberto Ginastera, Abel Fleury, Julián Aguirre y Alberto Williams.
Sus arreglos y trabajos pedagógicos y metodológicos fueron editados en 
Argentina y otros países. Su discografía incluye desde obras antiguas hasta estrenos de música 
contemporánea, habiéndose editado en EE. UU., Inglaterra, Francia, 
México, Uruguay y Japón.